# Nicolas Rousseau
Nicolas Rousseau (* 16. März 1983 in Châteaurenaud) ist ein ehemaliger französischer Radrennfahrer.

## Werdegang
Nicolas Rousseau kam von der Bahn und war ein guter Zeitfahrer. 2000 wurde er gemeinsam mit William Bonnet, Romain Genter und Grégory Bernard Junioren-Vizeweltmeister in der Mannschaftsverfolgung auf der Bahn und wurde französischer Meister in derselben Disziplin. Im selben Jahr gewann er auf der Straße das prestigeträchtige Zeitfahren Chrono des Herbiers in der Juniorenklasse und wiederholte diesen Erfolg im Jahr darauf; drei Jahre später wurde er im Rennen der U23-Fahrer Dritter hinter dem Sieger Olivier Kaisen. Bei der U23-Bahneuropameisterschaft 2002 errang er eine Silbermedaille in der Mannschaftsverfolgung (mit Vincent Socquin, Christophe Riblon und Aurélien Mingot) sowie die Bronzemedaille im Punktefahren.
Ab August 2006 fuhr Rousseau als Stagiaire bei dem französischen ProTeam Ag2r Prévoyance und erhielt einen Profivertrag für die folgende Saison. 2008 hatte er seinen einzigen Start bei einer großen Landesrundfahrt und belegte in der Gesamtwertung des Giro d’Italia Rang 122. Im Jahr 2009 gewann er eine Etappe der Route du Sud und 2010 eine Etappe der Tropicale Amissa Bongo.
Ende der Saison 2012 beendete er seine internationale Karriere als Berufsradfahrer.

## Erfolge

### Bahn
2000
- Junioren-Weltmeisterschaft – Mannschaftsverfolgung (mit William Bonnet, Romain Genter und Grégory Bernard)
- Französischer Meister – Mannschaftsverfolgung (Junioren) (mit Olivier Basck, William Bonnet und Charly Carlier)

2002
- Europameisterschaft (U23) – Mannschaftsverfolgung (mit Vincent Socquin, Christophe Riblon und Aurélien Mingot)
- Europameisterschaft (U23) – Punktefahren

### Straße
2000
- Chrono des Herbiers (Junioren)

2001
- Chrono des Herbiers (Junioren)

2009
- eine Etappe Route du Sud

2010
- eine Etappe La Tropicale Amissa Bongo

## Teams
- 2007 AG2R Prévoyance
- 2008 AG2R La Mondiale
- 2009 AG2R La Mondiale
- 2010 AG2R La Mondiale
- 2011 Big Mat-Auber 93
- 2012 Auber 93